# Holtwicker Ei

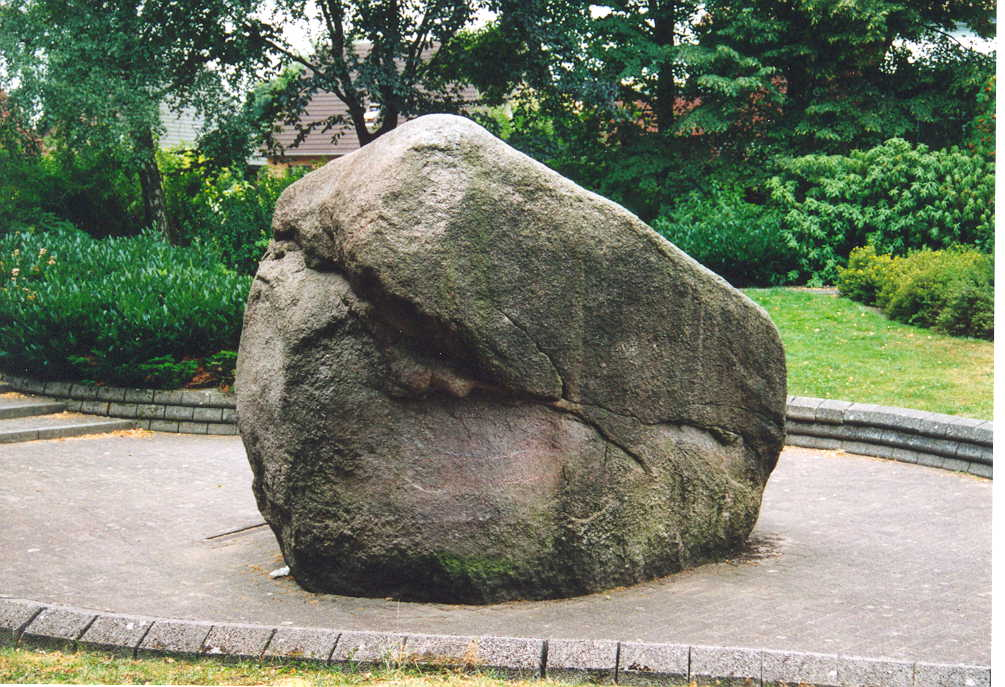
Das Holtwicker Ei

Das Holtwicker Ei ist ein großer eiszeitlicher Findling. Er ist Wahrzeichen von Holtwick, einem Ortsteil der Gemeinde Rosendahl in Nordrhein-Westfalen. 
Der Granitblock, dessen Form an ein Ei erinnert, wurde vor etwa 200.000 Jahren als sogenanntes Rollsteingeschiebe der Gletschermassen in der Saaleeiszeit aus dem schwedischen Värmland in die Gegend der heutigen Gemeinde Rosendahl transportiert. Sein Gewicht wird auf etwa 30 Tonnen geschätzt.
Der eiförmige Findling, der unter Naturschutz steht, steckt am nördlichen Ausgang des Ortsteils Holtwick im Erdboden. Dort befindet er sich in einer kleinen Grünanlage im Mittelpunkt eines Platzes, der von einer kleinen Mauer umbaut wurde. Unweit der B 474 ragt der Stein etwa zwei Meter aus der Erde; er dürfte unter der Erde etwa doppelt so groß sein.
Um den Findling ranken sich auch Sagen, so heißt es beispielsweise, dass der Teufel mit diesem Fels die Kirche in Holtwick zerstören wollte, diese aber beim Werfen verfehlte und so der Stein in den Boden einschlug und dort noch bis heute halb verschüttet liegt.
Koordinaten: 52° 0′ 40″ N, 7° 7′ 41″ O